# Chandrayaan-3
Chandrayaan-3 är en rymdsond från Indien för utforskning av månen. Den är utvecklad av den indiska rymdforskningsorganisationen (ISRO) och sköts upp med en GSLV Mk III-raket från Satish Dhawan Space Centre den 14 juli 2023. Den består av en månfarkost, landare och månrobot, allt utvecklat av Indien.
Den 23 augusti 2023 gjorde Vikram landaren en lyckad landning på månen.
Rymdsonden var Indiens andra försök att landa en rymdsond på månen. Det första försöket Chandrayaan-2 misslyckades den 6 september 2019.